# Praia de Canajurê

Canajurê é uma praia situada no norte da Ilha de Santa Catarina, entre as praias de Canasvieiras e Jurerê, Florianópolis.
Foi batizada assim após a construção de um hotel e um condomínio turístico, do nome das duas praias que a cercam, CANAsvieiras JUreRÊ.